# Isidella elongata
La gorgonia bambù bianca (Isidella elongata (Esper, 1788)) è una gorgonia della famiglia Isididae, tipica del mar Mediterraneo.

## Distribuzione e habitat
Questa specie ha un areale prevalentemente mediterraneo-occidentale, che si estende per breve tratto alle acque atlantiche del golfo di Cadice e del nord del Marocco. È una specie di acque profonde, segnalata da 115 sino 1500 m.

## Conservazione
La Lista rossa IUCN classifica Isidella elongata come specie in pericolo critico di estinzione (Critically Endangered).